# 라시드 바크르

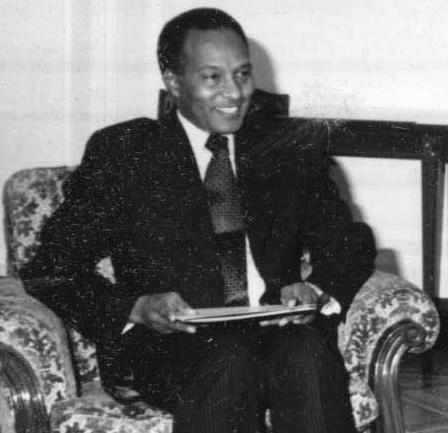
라시드 바크르

라시드 타히르 바크르(아랍어: الرشيد الطاهر بكر, 1930년 6월 24일 ~ 1988년 3월 11일)는 수단의 정치인이다. 1958년 하르툼 대학교 법학과를 졸업했으며 1976년 8월 11일부터 1977년 9월 10일까지 수단의 총리를 역임했다.